# Edmund Stawiski
Edmund Stawiski (ur. 16 listopada 1813 w Russowie, zm. 9 lipca 1890 w Podłężycach) – ekonomista, agronom, polityk, członek Rady Stanu Królestwa Polskiego oraz współzałożyciel Towarzystwa Rolniczego.
Od 1857 r. współredaktor "Roczników Gospodarstwa Krajowego". W 1858 r. opublikował Poszukiwania do historii rolnictwa krajowego. Był też znanym archeologiem amatorem, ogłaszającym wyniki swych badań w "Wiadomościach Archeologicznych". Jako kolekcjoner zgromadził zbiór znalezisk z czasów przedrzymskich i okresu lateńskiego. Odkrył na nadwarciańskich łąkach w Podłężycach grodzisko z XV wieku.  Zgromadzone znaleziska po jego śmierci wraz z majątkiem przeszły na syna Edwarda i uległy rozproszeniu.
Mieszkał w majątku rodzinnym w Podłężycach.

## Upamiętnienie
Imieniem Edmunda Stawiskiego nazwano Stowarzyszenie na rzecz Ochrony Krajobrazu i Dorobku Kultury Regionu Nadwarciańskiego w Podłężycach (działało w latach 1999-2023).